# MiZo Pécs
Pour les articles homonymes, voir Mizo (homonymie).
Maillots
Le Pécs 2010 est un club féminin hongrois de basket-ball disparu qui évoluait dans la ville de Pécs et participait à la plus haute division du championnat hongrois.
Deux clubs sont nés des restes de Pécs 2010 : PEAC-Pécs et PINKK-Pécsi 424.

## Palmarès
- 3e de l'Euroligue : 2001 et 2004
- Champion de Hongrie : (11) 1992, 1995, 1996, 1998, 2000, 2001, 2003, 2004, 2005, 2006, 2010
- Coupe de Hongrie : (11) 1997, 1998, 1999, 2000, 2001, 2002, 2003, 2005, 2006, 2009, 2010

## Effectif 2010-2011
Entraîneur : Zeljko Djokic
Entraîneur adjoint :
| Numéro | Nom                         | Taille (m) | Poste      | Nationalité |
| 4      | Zsófia Fegyverneky          | 1,77       | arrière    | Hongrie     |
| 5      | Krisztina Raksányi          | 1,81       | arrière    | Hongrie     |
| 8      | Dalma Iványi                | 1,75       | meneuse    | Hongrie     |
| 9      | Nikolett Sarok              | 1,79       | arrière    | Hongrie     |
| 10     | Nikoletta Benczurné Turóczi | 1,87       | ailière    | Hongrie     |
| 14     | Allie Quigley               | 1,80       | arrière    | États-Unis  |
| 15     | Nóra Bujdosó                | 1,85       | ailière    | Hongrie     |
| 20     | Sara Krnjić                 | 1,92       | intérieure | Serbie      |
| 22     | Noémi Czirják               | 1,75       | arrière    | Hongrie     |
| 23     | Kelsey Griffin              |            | ?          | États-Unis  |
| 35     | Jela Vidacic                | 1,91       | intérieure | Serbie      |
| 55     | Regina Palusna              | 1,92       | intérieure | Slovaquie   |

## Entraîneurs successifs
- Depuis 2010 :  Zeljko Djokic
- De 2008 à 2010 :  Ákos Füzy
- De 1993 à 2008 :  László Rátgéber
- De 1990 à 1992 :  István Vertetics

## Joueuses célèbres ou marquantes
- Judit Horváth
- Éva Sztojkovics
- Hajnalka Balázs
- Jolanta Vilutyté
- Magdolna Csák
- Gyöngyi Zsolnay
- Dalma Iványi
- Érika de Souza
- Eszter Ujvári
- Andrea Károlyi
- Slobodanka Tuvić
- Zsófia Fegyverneky
- Tijana Krivacevic
- Maria Stepanova
- Tímea Béres
- Ekaterina Lisina
- Nóra Bujdosó